# Paruta
I Paruta furono una famiglia patrizia veneziana di origine lucchese.

## Storia
Era una delle tante famiglie guelfe che, dopo l'ascesa di Uguccione della Faggiola nel 1314, furono costrette a lasciare Lucca per radicarsi a Venezia, dove costituirono una fiorente comunità anche dal punto di vista economico. I Paruta, in particolare, si distinsero nel commercio della seta.
Tra i primi membri di cui si ha notizia in Laguna si citano Dino di Parentuccio, che ottenne nel 1330 la cittadinanza de intus e nel 1350 quella de intus et de extra. Nello stesso anno anche un Paolo Paruta veniva accolto tra i cittadini; quest'ultimo fu inoltre fondatore della Scuola del Sacro Volto, punto di riferimento per i lucchesi trapiantati a Venezia.
A Bartolomeo di Giovanni si deve l'entrata della famiglia nel ceto nobiliare: il 4 settembre 1381 il Senato lo elesse fra i trenta vincitori del titolo patrizio, su una rosa di sessantadue candidati che avevano offerto il loro contributo alla Repubblica durante la guerra di Chioggia. 
Da allora i Paruta hanno rappresentato una di quelle casate "nuove" che contesero alle famiglie di più antica nobiltà il predominio politico nella Repubblica. I suoi esponenti ricoprirono le più prestigiose cariche politiche ed ecclesiastiche, pur non raggiungendo mai il trono ducale.
Dopo la caduta della Serenissima, l'Impero austriaco riconobbe alla famiglia le prerogative di nobiltà.
La casata non va confusa con un'omonima esistita in Sicilia e che ha lasciato il nome al paese di Salaparuta.

## Membri illustri
- Filippo Paruta († 1458), ecclesiastico, fu vescovo di Cittanova dal 7 gennaio al 2 aprile 1426, diocesi di Torcello dal 2 aprile 1426 al 20 febbraio 1448 e vescovo di Candia dal 20 febbraio 1448 al 1458;
- Paolo Paruta (1540 - 1598), diplomatico veneziano.

## Luoghi e architetture
Palazzi
- Palazzo Paruta, a Dorsoduro
- Palazzo Paruta, a San Marco

Ville
- Villa Paruta, a Vo'